# Spaniocentra lobata
Spaniocentra lobata là một loài bướm đêm trong họ Geometridae.